# Apanteles sugae
Apanteles sugae är en stekelart som beskrevs av Watanabe 1932. Apanteles sugae ingår i släktet Apanteles och familjen bracksteklar. Inga underarter finns listade i Catalogue of Life.